# Йехошуа
«Йехошуа» (ивр. מבצע שבא‎) — операция по эвакуации эфиопских евреев из Судана в Израиль, проведенная в январе 1985.

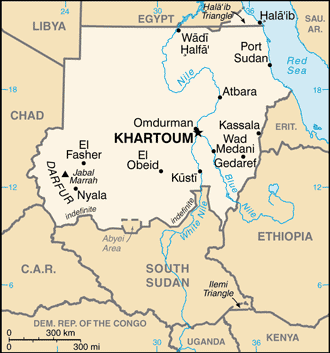

Джордж Буш-старший, в то время вице-президент США, заручившись согласием руководства Судана, организовал при поддержке ЦРУ авиарейс Хартум — Тель-Авив. Таким образом, в продолжение операции «Моисей», из Судана в Израиль было вывезено ещё 800 эфиопских евреев.
Многие семьи остались разделёнными ещё на 7 лет, и смогли воссоединиться только после потери Менгисту Хайле Мариам контроля над Эфиопией, когда во время проведения операции «Соломон» с 24 мая 1991 за 36 часов в Израиль воздушным путём было вывезено более 14 000 евреев из Эфиопии.